# Sonnenschein
Als Sonnenschein wird zweierlei bezeichnet: der Lichtschein der Sonne (also die Wirkung der Sonnenstrahlen auf die Erde), und eine Wetterlage mit geringer oder keiner Bewölkung. Sonnenschein herrscht, wenn die zwischen  Sonnenauf- und  Untergang – also bei Tag – von der Sonne kommenden Lichtstrahlen die Erdoberfläche erreichen.

## Physikalisch-biologische Aspekte
Wird die Sonne während des Tages durch Wolken oder andere Objekte verdeckt, so werfen diese einen Schatten auf die Erdoberfläche. In den beschatteten Gebieten herrscht aber keineswegs Dunkelheit, weil es auch dort zu diffuser Reflexion in der Atmosphäre kommt. Je höher und klarer die Luft ist, desto mehr unterscheidet sich aber die Himmelshelligkeit bei sonnigem Wetter und bei Bewölkung. Auch deshalb wirken nahende Gewitterwolken im Gebirge bedrohlicher als anderswo. Auch in der Nacht herrscht keine völlige Dunkelheit, so bildet das indirekte Licht des Mondes den Mondschein.
Unser Auge passt sich der Helligkeit der Umgebung so gut an, dass es uns nur selten bewusst wird. Physikalisch bemerkbar ist dies aber an der Iris, die bei hellem Licht eine viel geringere Öffnung zeigt als bei geringerer Lichtintensität. Dieses in der Natur vielfach zu beobachtende Prinzip (sogar an Spaltöffnungen der Pflanzen) ist auch bei der Belichtungs-Automatik von Fotoapparaten realisiert, die die bei Sonnenschein große Lichtmenge entweder durch eine kleinere Blende oder eine kürzere Verschluss- bzw. Belichtungszeit verringern.

## Sonnenschein und Sonnenenergie

Energieverteilung des Sonnenlichts auf verschiedenen Frequenzbereiche

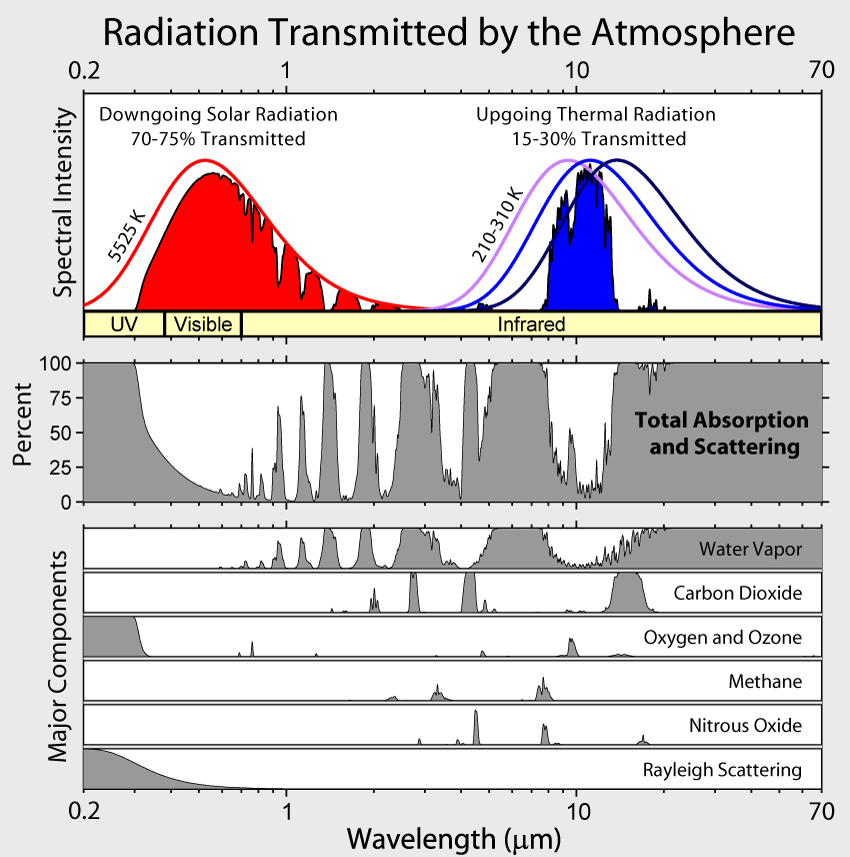
Absorption von gasförmigen Luftbestandteilen

Unter Globalstrahlung versteht man die pro waagerechte Fläche eintreffende gesamte Strahlungsleistung der Sonne in W/m2. Sie setzt sich aus direkter Sonneneinstrahlung und diffus an Wolken und Lufthülle gestreuter Strahlung zusammen und wird mit einem Pyrheliometer gemessen.
Im Weltall beträgt die ungedämpfte Strahlungsleistung 1361 Watt pro Quadratmeter und wird Solarkonstante genannt. Auf die Erdoberfläche gelangt davon nur ein Bruchteil. Gründe dafür sind Verluste aufgrund des schrägen Einfallswinkels und der Erdatmosphäre (Lufthülle sowie ggf. Bewölkung).
Für Deutschland ergibt sich ein über Tag und Nacht, Sonnenschein/Bewölkung und geografische Breite gemittelter Wert von 110 W/m². Bei Sonnenschein ist dieser Wert am höchsten.
- Sonnenschein, klarer bis leicht diffuser Himmel
  - Sommer: 600–1000 W/m²
  - Winter: 300–500 W/m²
- Sonnenschein bei leichter bis mittlerer Bewölkung
  - Sommer: 300–600 W/m²
  - Winter: 150–300 W/m²
- stark bewölkt bis nebelig-trüb
  - Sommer: 100–300 W/m²
  - Winter: 50–150 W/m².[1]

Für Österreich liegen die Werte um 10–14 Prozent darüber. Einerseits ist die mittlere Sonnenscheindauer um 6 % höher, andererseits fällt die Strahlung um etwa 4° steiler ein.
Die meisten Pflanzen benutzen die Energie der Sonnenstrahlung zur Photosynthese, indem sie den Energiebedarf chemischer Synthesen durch Absorption von Licht decken. Von jeher nutzt auch der Mensch die Sonnenenergie, etwa in der vom Klima geprägten Bauart seiner Gebäude, bei der Bereitung von Warmwasser (dunkle Behälter) oder der Kühlung durch Verdunstung. In den letzten Jahrzehnten hat sich eine spezielle Solartechnik etabliert, die Wandlung der Sonnenenergie in Wärme durch sogenannte Sonnenkollektoren (siehe Solarthermie). Demgegenüber arbeitet die Photovoltaik durch ihre direkte Umwandlung in elektrische Energie (siehe Solarstrom).

## Sonnenscheindauer
In den Geowissenschaften wird oft mit einer theoretischen Zeitdauer gerechnet, in der eine wolkenlose und ungetrübt klare Atmosphäre, ungehindert von Bergen am Horizont, an einem bestimmten Ort Sonnenschein ermöglicht. Sie wird als theoretische oder astronomische Sonnenscheindauer bezeichnet und hängt vom  Breitengrad und der Jahreszeit ab (siehe auch Sonnenstand). An Standorten im Gebirge oder Hügelland wird sie durch den Landschaftshorizont verkürzt. Die allfällige Abschattung durch Gebäude wird hingegen nicht in den Wert eingerechnet.

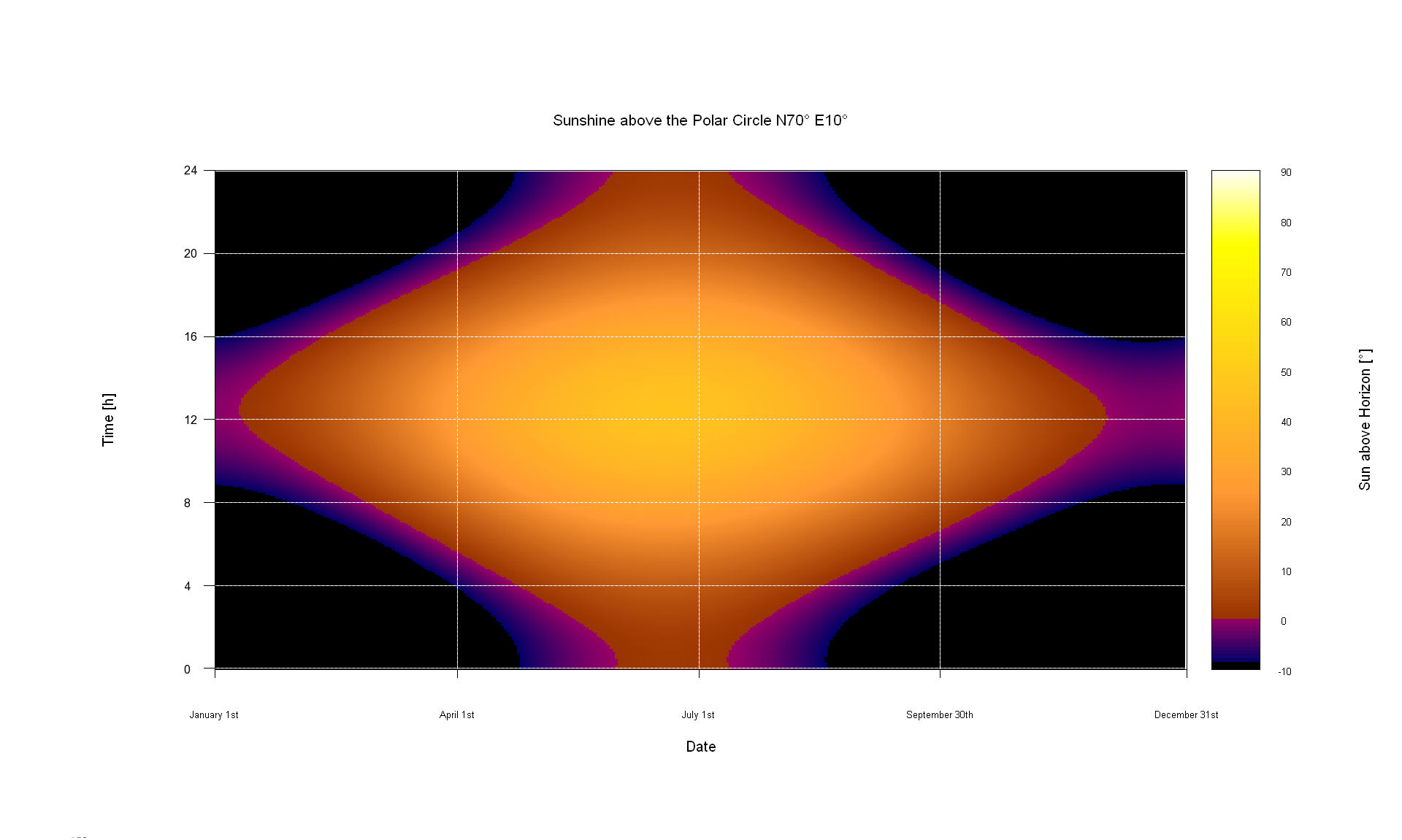
Theoretische Sonnenscheindauer und Dämmerung für einen Ort nördlich des Polarkreises (N70 E10)

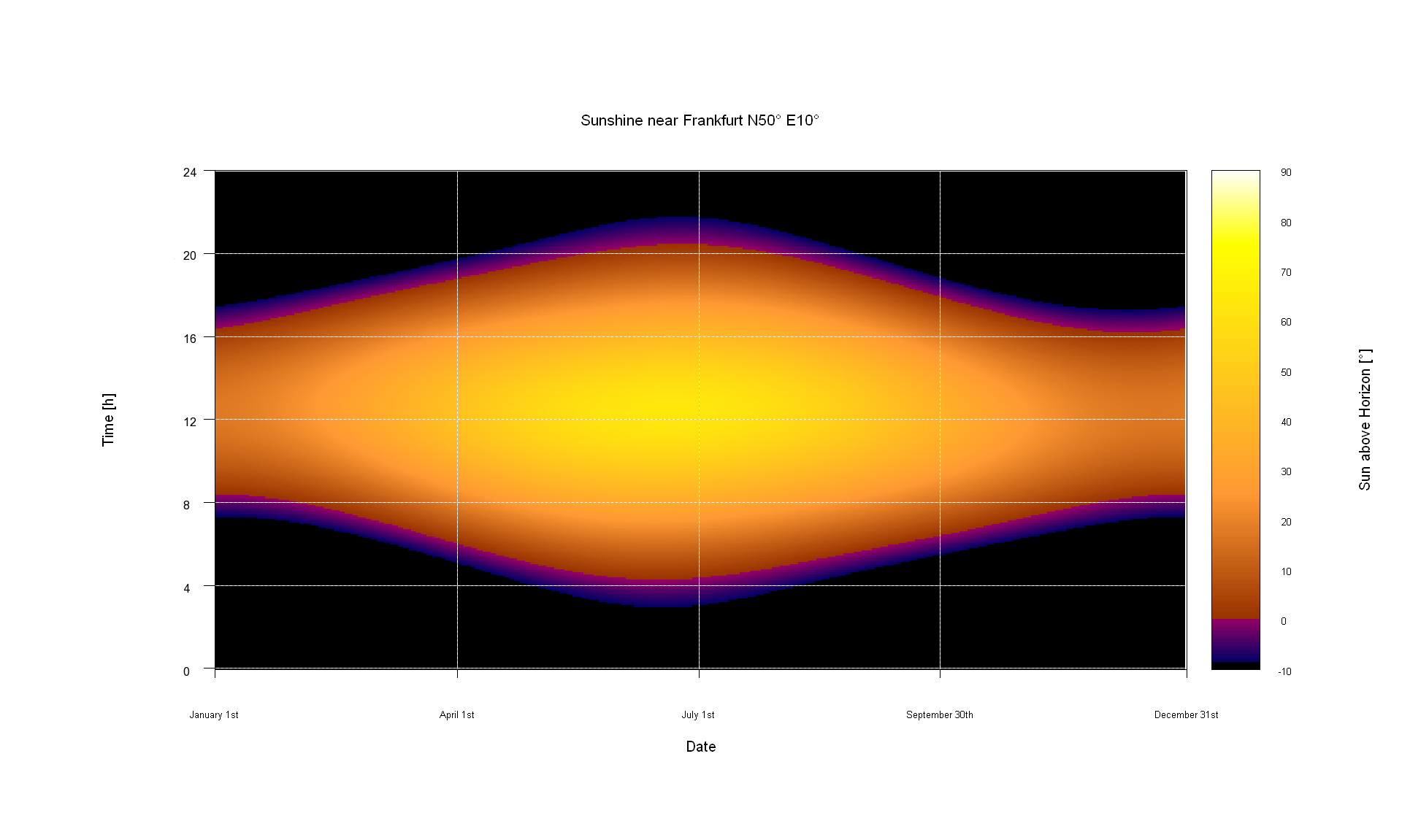
Theoretische Sonnenscheindauer und Dämmerung für einen Ort in der Nähe von Frankfurt/Main (N50 E10)

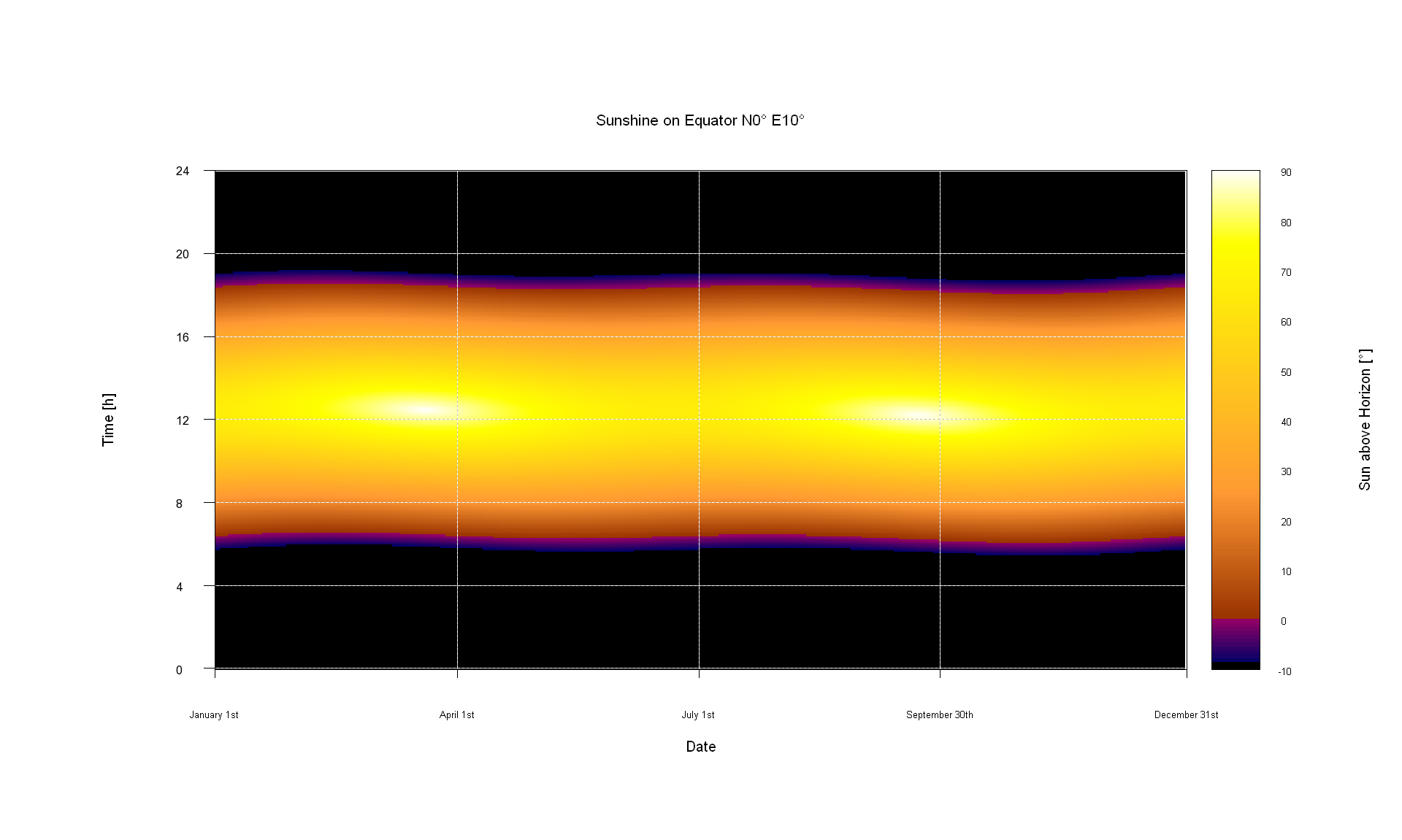
Theoretische Sonnenscheindauer und Dämmerung für einen Ort am Äquator (N0 E10)

Die tatsächliche Sonnenscheindauer ist jedoch wesentlich kürzer und hängt entscheidend von der Klimazone ab. Großteils sind es Wolken, die den Sonnenschein verhindern, doch auch andere Ursachen wie Smog können dazu beitragen, dass das Sonnenlicht die Erdoberfläche nur gedämpft erreicht. Des Weiteren können Sandstürme oder die bei Vulkanausbrüchen in die Atmosphäre geschleuderten vulkanische Aschen die Sonnenstrahlung dämpfen.
Die Sonnenscheindauer dient der näherungsweisen Abschätzung der Einstrahlung an einem bestimmten Ort und gibt gleichzeitig Hinweise auf Zeit und Stärke der Bewölkung. Die tatsächliche Sonnenscheindauer ist als die Zeitspanne definiert, während der die direkte Sonnenstrahlung senkrecht zur Sonnenrichtung mindestens 120 W/m2 beträgt.
Die effektiv mögliche Sonnenscheindauer wird durch Landschaftshorizonte verkürzt, sodass die Sonnenscheindauer im Dezember in gewissen Tälern im Gebirge sogar Null betragen kann.
Die relative Sonnenscheindauer beschreibt den Anteil der tatsächlichen an der effektiv möglichen Sonnenscheindauer in Prozent. Durch sie kann man Sonnenscheinverhältnisse verschiedener Gebiete vergleichen.

### Sonnenscheindauer in Deutschland
Das deutsche Klima ist maßgeblich durch atlantische Einflüsse geprägt. Charakteristisch für dieses Seeklima ist eine regelmäßige Wolkenbildung, wobei die Wolken durch die vorherrschenden Westwinde in Richtung Deutschland getrieben werden. Aus diesem Grunde ist die Anzahl der Sonnenstunden im Vergleich zu vielen anderen Regionen der Erde relativ gering. 
In den letzten Jahrzehnten war eine Zunahme der Sonnenstunden messbar. Während die Sonne im Deutschlandmittel in der Referenzperiode 1961 bis 1990 rund 1550 Stunden pro Jahr schien, stieg dieser Wert auf rund 1660 Stunden in der Referenzperiode 1991 bis 2020 an. Die höchste Sonnenscheindauer seit Beginn der Wetteraufzeichnungen verzeichnete das Jahr 2022 mit 2025 Sonnenstunden im Deutschlandmittel.
Im Schnitt ist die Sonnenscheindauer im Nordosten und im Süden Deutschlands höher als im Westen, Nordwesten und Norden.
- Höchste jährliche Sonnenscheindauer: 2329 Stunden im Jahr 1959 auf dem Klippeneck am südlichen Rand der Schwäbischen Alb (973 m)
- Geringste jährliche Sonnenscheindauer: 936,7 Stunden im Jahr 1912 in Münster
- Höchste monatliche Sonnenscheindauer: 402,5 Stunden im Juli 1994, Kap Arkona/Rügen
- Geringste monatliche Sonnenscheindauer: 1,2 Stunden im Dezember 1993 in Lüdenscheid (Zeppelin-Gymnasium)

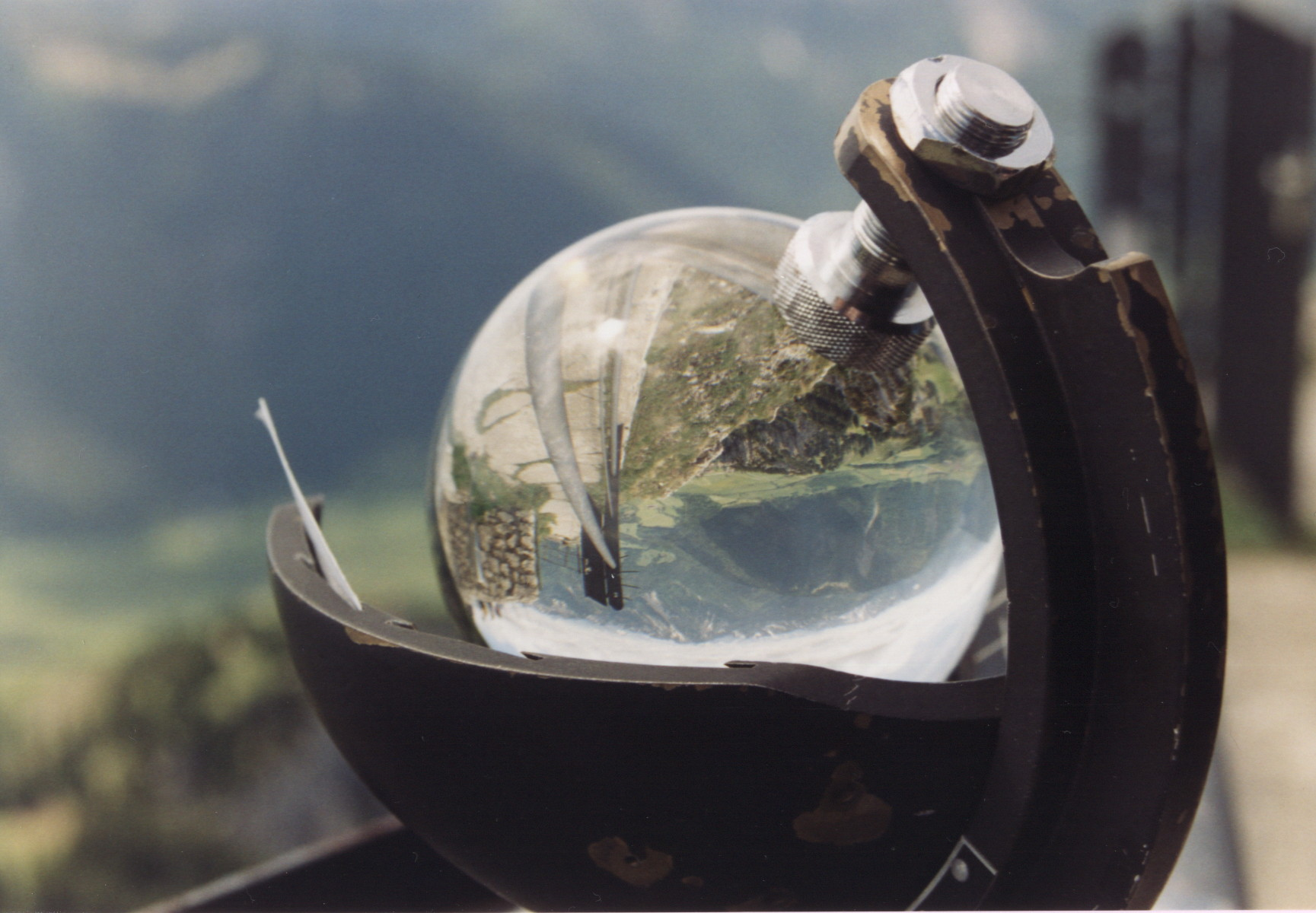
Heliograph nach Campbell-Stokes

### Messverfahren
Das bis um etwa 2000 gängigste Messgerät für die Sonnenscheindauer ist der Sonnenscheinautograph nach Campbell-Stokes. Bei diesem Gerät werden die Sonnenstrahlen durch eine kugelige Glaslinse gebündelt, sodass sie in einen dunklen, skalierten Papierstreifen eine Spur einbrennen. Aus der Länge dieser Brennspur lässt sich die Sonnenscheindauer bis auf eine zehntel Stunde genau ablesen. Die Streifen werden täglich gewechselt.
Heutzutage werden auch photoelektrische Sensoren (Pyranometer) für die Sonnenscheindauer-Messung eingesetzt. Die Sensoren messen die Sonnenscheindauer indirekt. Sie messen die Bestrahlungsstärke; wenn diese den international festgelegten Grenzwert von 120 W/m2 überschreitet, wird Sonnenschein angenommen und ein Signal ausgegeben.
Insgesamt nehmen in Deutschland u. a. rund 300 Stationen (Stand 2016) des Deutschen Wetterdienstes Sonnenscheinmessungen vor. An ausgewählten Stationen, den sogenannten 'Klimareferenzstationen', hat der DWD durch Parallelbetrieb von Messgeräten den Effekt des Übergangs vom Campbell-Stokes-Verfahren zu automatischen Messverfahren untersucht.